# امام‌کندی (ماهنشان)
امام‌کندی (ماهنشان) یک روستا در ایران است که در دهستان قلعه‌جوق واقع شده‌است. امام‌کندی ۱۶۷ نفر جمعیت دارد.